# Lluís Fernández Cabello
Lluís Fernández Cabello (Barcelona, 1 de desembre de 1883 - Sabadell, 23 de juny de 1940) va ser un músic i compositor català, conegut especialment per les seves sardanes. Signava l'obra musical amb el pseudònim L. Arredo.
El 1908 s'instal·là a Sabadell i entrà a formar part de l'orquestra Els Fatxendes, juntament amb el seu germà, el violinista Martí Fernández Cabello. L'arribada dels dos músics provocà un elogiós comentari a la Revista de Sabadell. Poc després, juntament amb el seu germà, s'incorporaren a l'orquestra Els Muixins, en què Lluís era flauta solista i, en formació d'orquestrina, actuava com a bateria. Registrà una seixantena d'obres a la Societat General d'Autors i Editors, la majoria ballables.

## Obra sardanística[4][5][6]
- Donant-se les mans (1922)
- La sardana (1923)
- Anneta i Raimond (1924), dedicada al Foment de la Sardana de Sabadell; duu el nom dels seus dos fills
- La donzella bruna (1926), amb lletra de Ramon Ribera i Llobet. Estrenada per la Cobla Barcelona el 16 d'octubre de 1926, al passeig de Colom
- Cor amunt! (1927), estrenada el 27 de juliol al jardí dels Camps de Sabadell
- Anirem a Montserrat
- Dolça companya
- El bes del sol
- El gegant del pi
- Esperança
- Joventut dansaire
- La nostra dansa
- La sardanista, amb lletra de Leandre Roura i Garriga
- Mirant enrere